# Жоффруа I Гризегонель
Жоффруа I Гризегонель (Жоффруа I Серый плащ; фр. Geoffroy Grisegonelle; ок. 938/940 — 21 июля 987, Маркон, Сарта) — граф Анжуйский c 958 по 987 годы.

## Биография

### Происхождение
Жоффруа происходил из семьи Ингельгерингов, был старшим сыном графа Анжуйского Фулька II Доброго и его первой жены Герберги. Он стал преемником своего отца между сентябрём 958 и сентябрём 960 года. В 965 году Жоффруа женился на Адель де Мо, дочери Роберта I Вермандуа и Адели де Шалон, дочери герцога Бургундии Жильбера де Шалона и Ирменгарды Бургундской, дочери Ричарда I Заступника. Со стороны матери Адель де Мо была внучкой короля Франции Роберта I, а со стороны отца — прямым потомком Карла Великого. Так что благодаря этому браку Жоффруа присоединился к элите французского дворянства.

### Правление
Согласно «Хронике действий консулов Анжу» (лат. Chronica de Gesta Consulum Andegavorum) в «Хронике Анжу» (фр. Chroniques d'Anjou) Жоффруа наследовал отцу, Фульку II Доброму под именем Жоффруа I Гризегонеля. Его отец скончался между 958 и 960 годами. На этот временной период указывает упоминание Жоффруа, как графа Анжу в документе № 1 в первой части «Истории графства Мэн в X—XI веках» (фр. Histoire du comté du Maine pendant le X et le XI siècle).
Как и его предшественник он был верным союзником французских королей из дома Каролингов. Кроме того он поддерживал хорошие отношения с герцогами из дома Робертинов, в вассальной зависимости от которых находилось графство Анжу. Во время своего правления Жоффруа I построил в графстве Анжу нескольких замков и крепостей. Жоффруа продолжил укрепление западной границы своего феода с графством Нанта и постепенно расширял территорию своих владений на востоке за счёт Турени, где им были завоёваны несколько замков, и на юге за счёт Пуату, где он захватил Мож, Лудён и Миребо у герцога Аквитании и графа Пуатье Гильома IV Железнорукого.
19 июня 966 года, согласно записи в первом томе картулярия Аббатства святого Альбина в Анжере, Жоффруа с дозволения своего брата Ги, епископа Пюи-ан-Веле, стал настоятелем этого монастыря с правом назначить по себе преемника.
Под 974 годом в «Хронике святого Альбина Анжуйского» в «Церковной хронике Анжу» содержится запись о том, что Жоффруа I вместе со своей первой женой Адель присутствовал на посвящении в сан епископа Ринальдо. В том же году от имени графа и графини Анжу этому аббатству было сделано щедрое пожертвование.
В 979 году Жоффруа I Гризегонель сочетался вторым браком с Аделаидой, вдовой Ламберта, графа Шалона. Этот брак позволил ему править графством Шалон от имени его владельца, своего пасынка Гуго I, которому на тот момент было около семи лет. Во втором томе «Сборника хартий аббатства в Клюни» (фр. Recueil des chartes de l'abbaye de Cluny) сохранилась запись о том, что в марте 979 года Жоффруа вместе со второй супругой сделал щедрое пожертвование этому аббатству.
А помимо правления в графстве Анжу и графстве Шалон в Бургундии Жоффруа претендовал на территории в Гатине (по праву своей матери), Вермандуа (по праву его первой жены), Вексене (по праву мужа его сестры Адель Готье I), в Перше и Лангедоке (по праву первого мужа его сестры Аделаиды Этьена де Бриуда, виконта Жеводана) и Оверни (по праву брата Ги, епископа Пюи-ан-Веле).
Сразу же после смерти графа Блуа Тибо I Плута отношения Жоффруа с домом Блуа испортились, и началась вражда с новым блуасским графом Эдом I. В 981 году, чтобы унаследовать графство Нанта, Жоффруа I Гризегонель выступил против герцога Бретани Конана I Кривого, опираясь на поддержку императора Священной Римской империи Оттона II Рыжего. Решающее сражение между армиями противников произошло в Конкерее, в котором граф Анжу одержал победу.
Когда же в 984 году герцог Бретани Гюэреш решил принести вассальную присягу королю Франции Лотарю, Жоффруа I схватил его по дороге и держал в заключении, пока он не признал суверенную власть графов Анжуйских. В борьбе между домами Каролингов и Робертинов за французскую корону он поддержал последних, встав на сторону Гуго Капета.
По свидетельству «Хроники Святого Михаила об опасностях морских» Жоффруа умер в 987 году, а в «Хронике Господина Райнальда, архидиакона Святого Маврикия в Анжере» из «Хроники церкви в Анжу» указана точная дата — 21 июля (12-е календы августа). Жоффруа умер при осаде Маркона, во время войны с Эдом I, графом Блуа, в которой участвовал как вассал дома Робертинов. Новым графом Анжу стал его сын Фульк под именем Фулька III Нерра, а графом Шалона в Бургундии — его пасынок Гуго I, уже носивший этот титул до смерти отчима.

### Семья
Его первой женой (с 965 года) была Адель де Мо (950 — после 6 марта 974), дочь Роберта I де Мо, сына Герберта II де Вермандуа. От этого брака родились:
- Ирменгарда (после 965 — после 982) — муж: Конан I Кривой, герцог Бретани в 990 — 992 годах, сын Юдикаэля Беранже
- Фульк III Нерра (970 — 21 июня 1040), граф Анжу в 987 — 1040 годах
- Жоффруа (умер после 6 марта 974)
- Герберга (974 — после 1 апреля 1040) — муж: Гильом IV Тайлефер, граф Ангулема, сын Арно II Манцера

Его второй женой в марте 979 года стала Аделаида де Шалон (умерла после 18 октября 984), вдова Ламберта Шалонского, сына Роберта Дижонского. От этого брака родился:
- Морис (980—1012) — жена: дочь Эймери, графа Сента